# Ole Friele Backer
Ole Friele Backer (13. listopadu 1907, Vågan – 13. prosince 1947, Bergen) byl norský fotograf. Je známý díky své práci válečného fotografa během druhé světové války.

## Válečný fotograf
Backer žil v Bergenu a od dubna 1940 fotografoval válku a důsledky německého útoku na Norsko. Fotografie byly publikovány v zahraničí a Backer musel uprchnout do spojeného Království na palubě MK „Sjølivet“. Byl zaměstnán jako fotograf norské vládní informační kanceláře v Londýně. Dokumentoval norskou královskou rodinu a činnost vlády v exilu, fotografoval norský vojenský personál, válečné námořníky a další Nory v exilu. Jeho fotografie si získaly širokou publicitu a byly publikovány v Británii stejně jako ve spojených státech.
V roce 1943 se plavil zpět s norskou lodí „Montevideo“ a během cesty udělal sérii snímků, které dokumentovaly válečné námořníky v každodenním životě na palubě.
V červnu 1944 Backer fotografoval během operace Overlord v Normandii. Jeho snímky byly publikovány na celém světě.
V listopadu 1944 byl Backer poslán se spojeneckým konvojem do Murmanska v Sovětském svazu. Poté se podílel na osvobození kraje Finnmark. V lednu 1945 se Backer připojil k výpravě, která přišla zachránit obyvatel Sørøya ve Finnmarku, kde se po nucené evakuaci skrývalo asi 1 000 lidí. V únoru 1945 byla populace evakuována. Spolu s Per E. Danielsen a Per Waagem, Backer vydal po válce o tomto incidentu knihu Øya i ingenmannsland.

## Rodina
Backer se oženil s Inou Backer, dcerou Edvarda Christiana Danielsena a sestrou Per E. Danielsena. Manželé měli jednu dceru, Berit Backer.

## Ocenění
Backer byl oceněn medailí Olafa II. Norského za jeho úsilí o evakuaci obyvatel jižního ostrova.

## Galerie

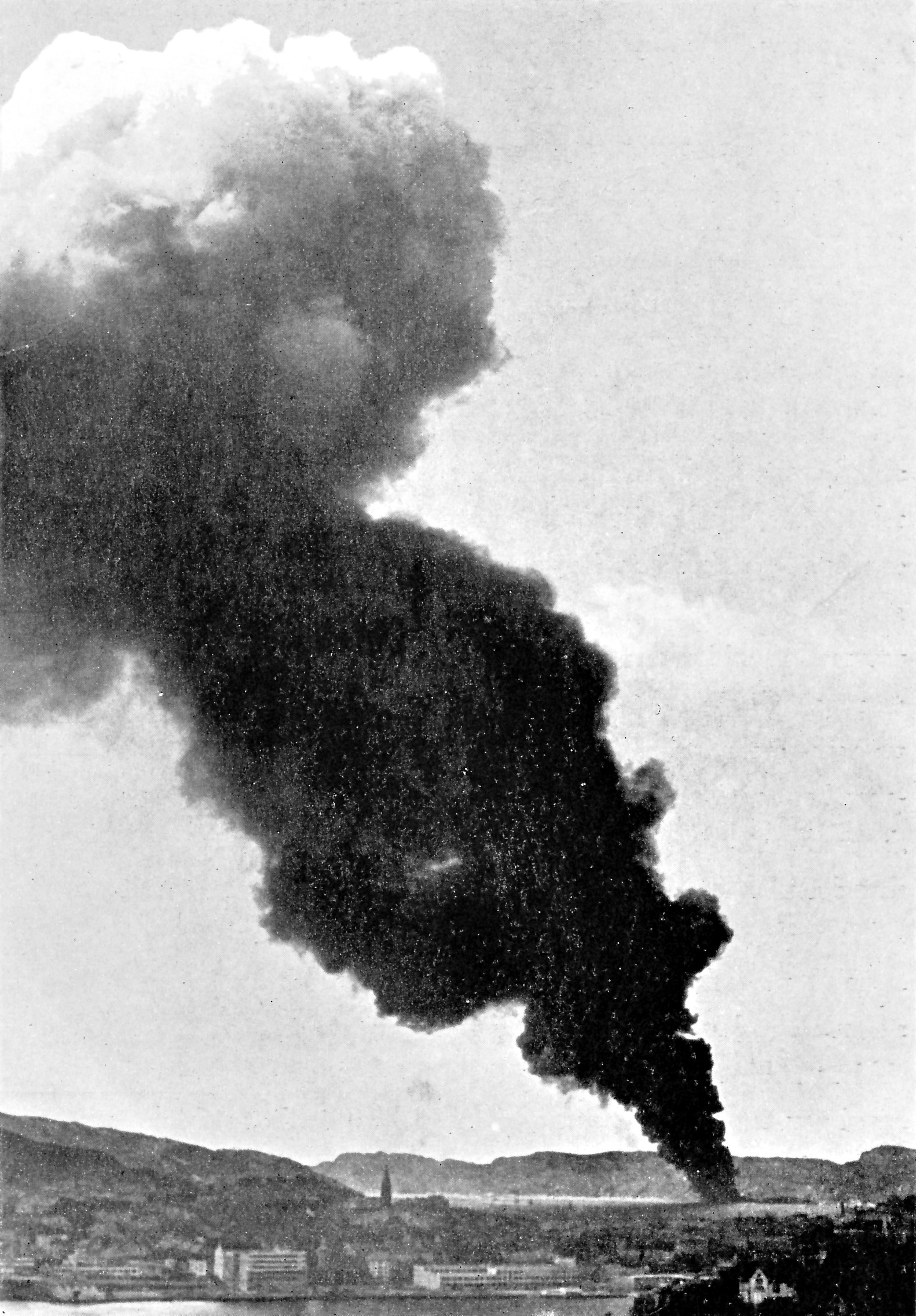
Než odešel do spojeného Království fotografoval válku v Norsku. Zde britský letecký útok na Florvåg v Bergenu
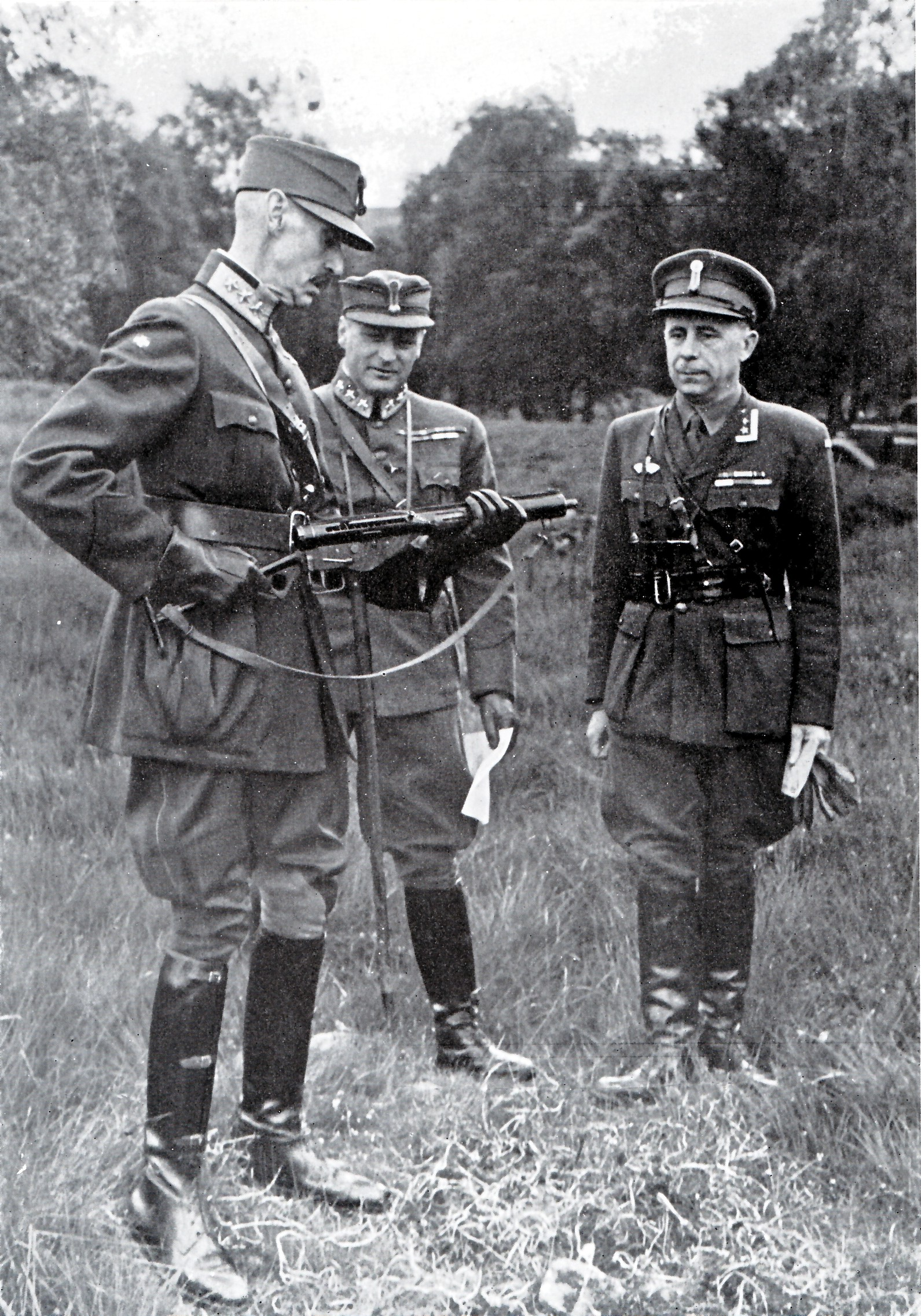
Backera zaměstnávaly během pobytu v exilu norské úřady. Tady je král Haakon a korunní princ Olav na inspekci ve Skotsku. Důstojník je Hans Reidar Holtermann
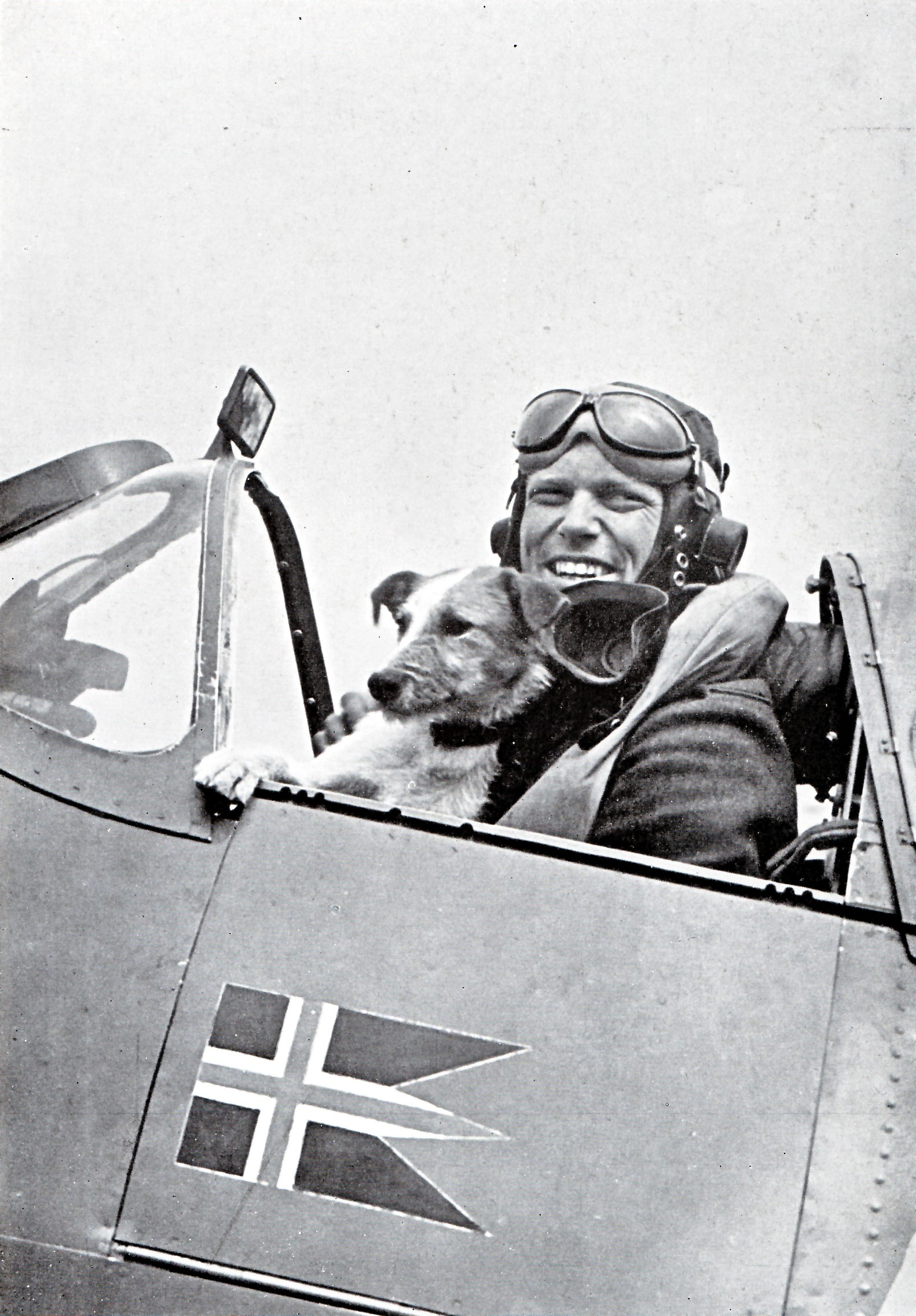
Erik Haabjørn s skvadronsmaskoten „Plivat“ v Cattericku v dubnu 1942
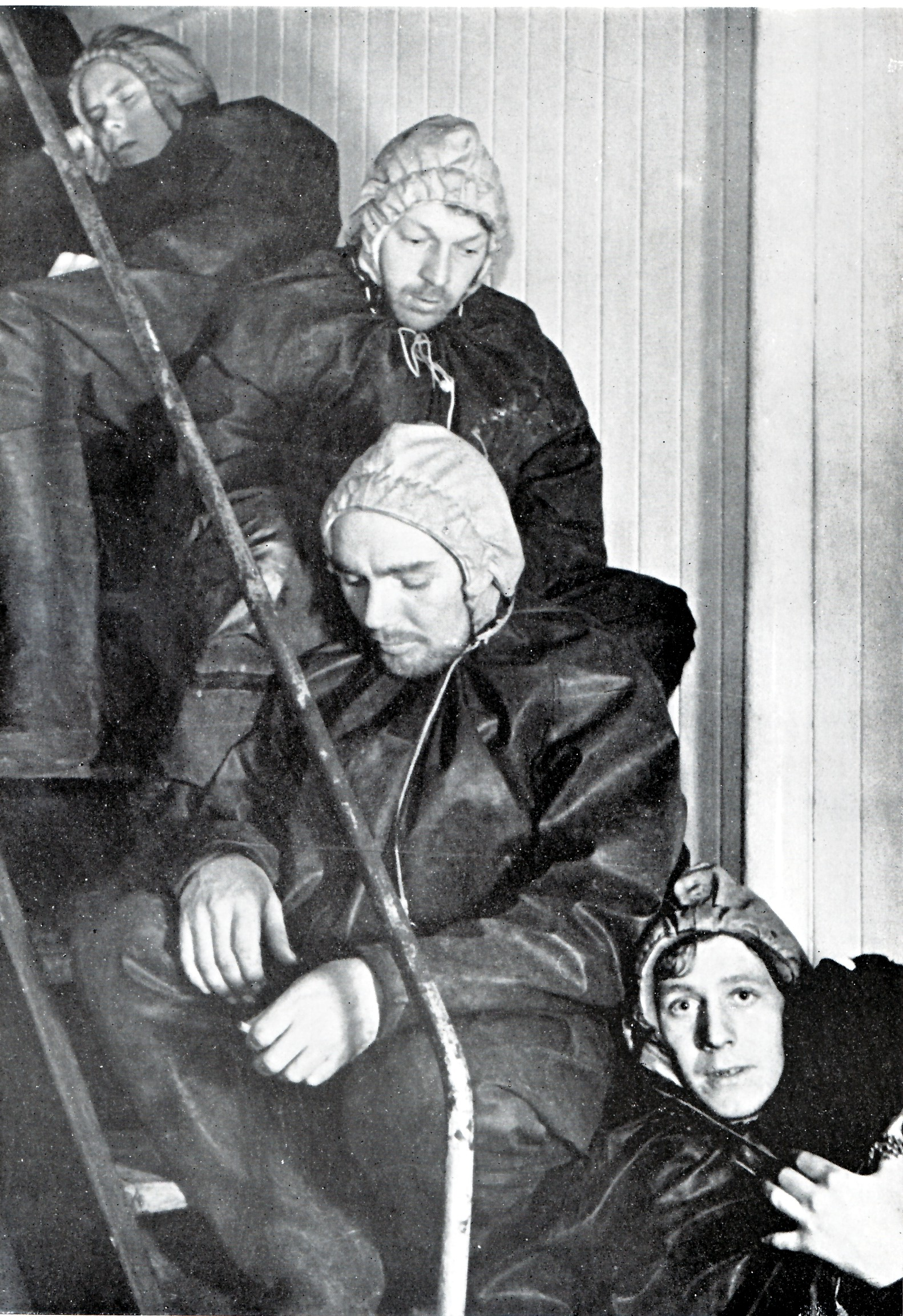
Posádka „Montevideo“ po útoku na konvoj v roce 1943
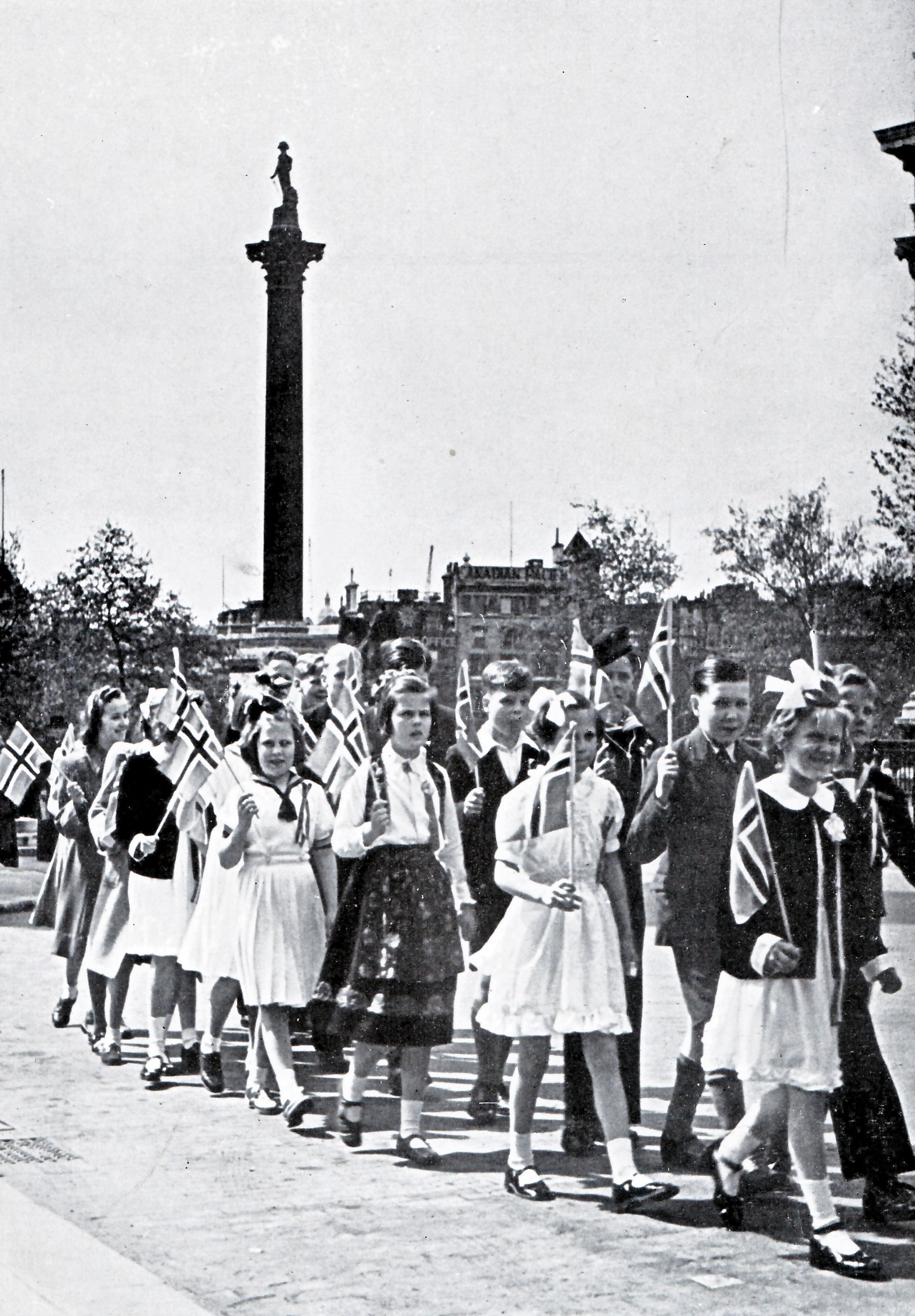
Oslavy v Londýně v roce 1942
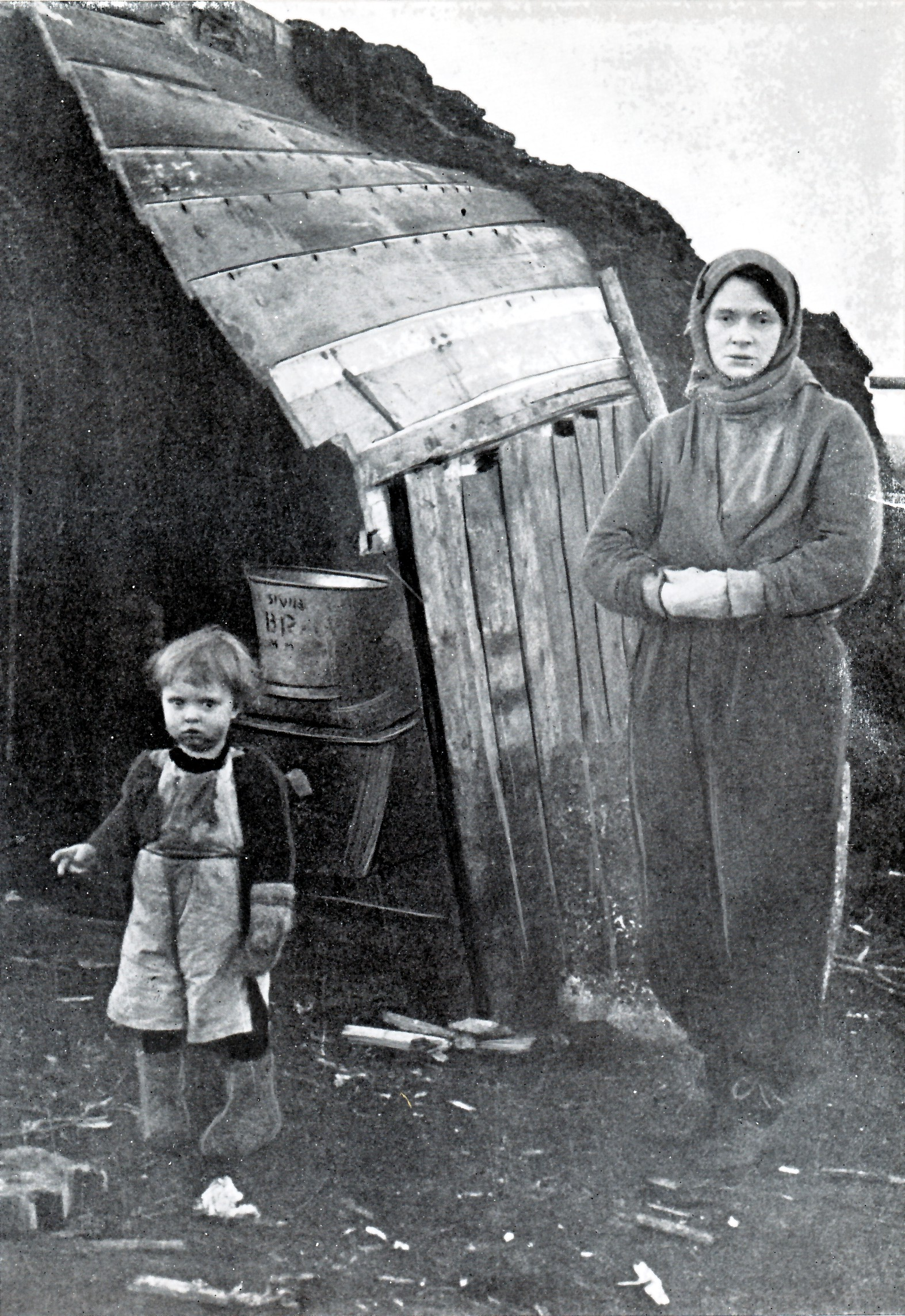
Matka s dětmi, Finnmark, 1944
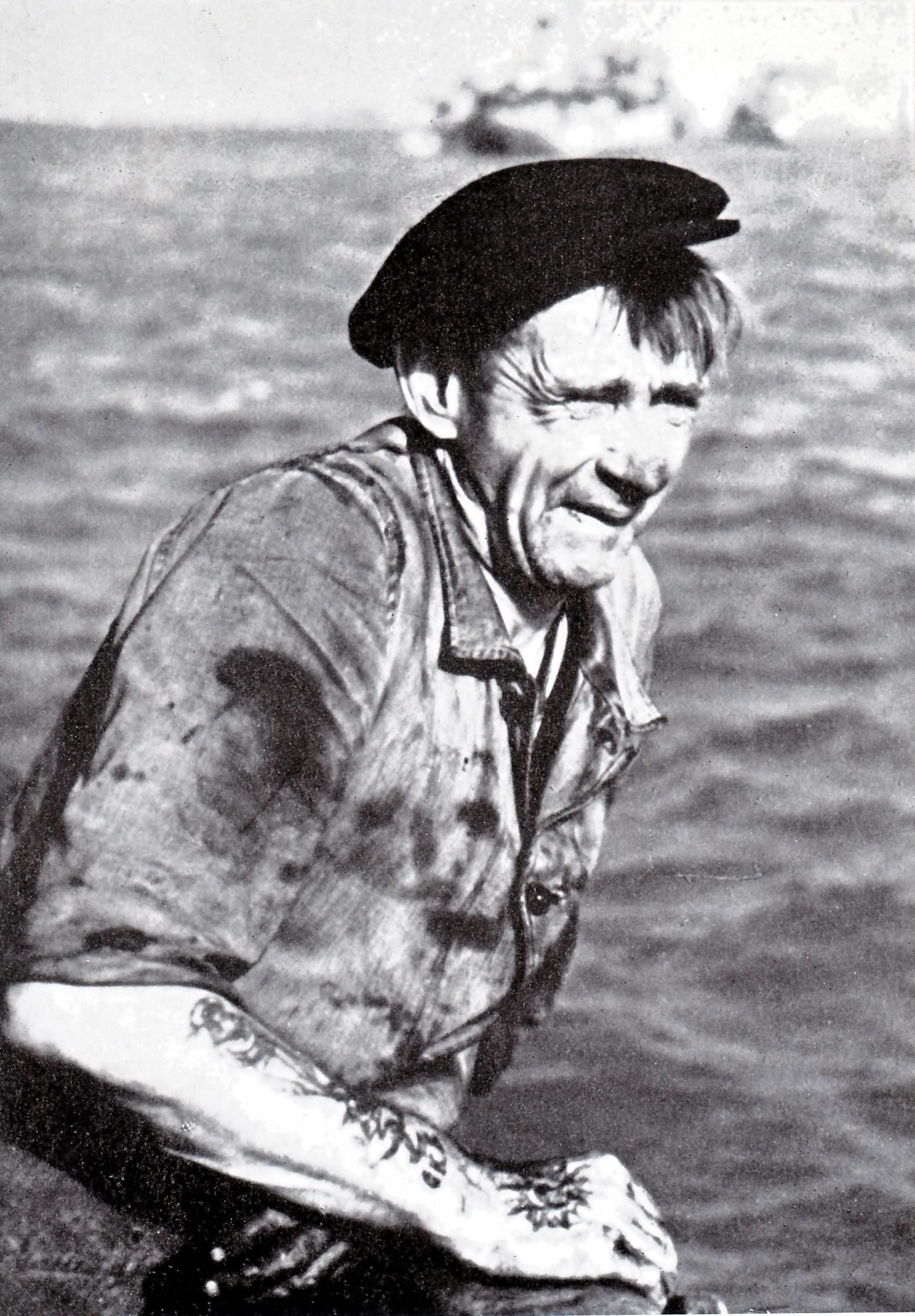
Bitva v Normandii, 1944, fotografie byla použita na obálce časopisu Picture Post